# Žlté Piesky
Žlté Piesky – kompleks skoczni narciarskich w Bańskiej Bystrzycy na Słowacji.
Obiekty powstały w 1999 dzięki dotacji władz miasta Bańska Bystrzyca. Skocznie wyposażono w igelit, który dzisiaj jest już przestarzały. Progi najazdowe również wymagają wymiany. Skocznie są lubiane przez młodzież zarówno ze Słowacji jak i z Polski. 14 maja 2005 podczas zawodów Klemens Murańka poleciał na odległość 70,5 metra co jest oficjalnym rekordem skoczni. Na skoczniach trenują głównie zawodnicy z klubu AŠK Dukla Banská Bystrica. Rekordzistą obiektu K38 jest również Klemens Murańka.

## Dane techniczne

### Žlté Piesky K63
- Punkt konstrukcyjny: 63 m
- Wielkość skoczni (HS): 67 m
- Punkt sędziowski: 67 m
- Oficjalny rekord skoczni: 70,5 m -  Klemens Murańka (14.05.2005)
- Długość rozbiegu: 68 m
- Nachylenie progu:  9,0°
- Wysokość progu: 1,8 m
- Nachylenie zeskoku: 36,0°
- Średnia prędkość na rozbiegu: brak danych